# Priemjer Ligasy (2020)
Priemjer Ligasy 2020 była 29. edycją najwyższej klasy rozgrywkowej piłki nożnej w Kazachstanie. Liga liczyła 12 zespołów. Rozgrywki rozpoczęły się 7 marca, a zakończyły się 30 listopada 2020 roku. Tytułu broniła drużyna FK Astana. Mistrzem została drużyna Kajrat Ałmaty.

## Wpływ pandemii COVID-19
13 marca 2020 KFF poinformowała, że z powodu pandemii COVID-19 nadchodzące mecze Priemjer Ligasy odbędą się zgodnie z planem, ale bez udziału publiczności. Jednak już 3 dni później ogłoszono zawieszenie wszystkich rozgrywek do 15 kwietnia 2020. 26 czerwca 2020 poinformowano o tym, że rozgrywki zostaną wznowione 1 lipca 2020. 3 lipca 2020 zwieszono rozgrywki na 2 tygodnie z powodu niekorzystnej sytuacji epidemiologicznej w kraju.

## Drużyny
| Uczestnicy poprzedniej edycji | Uczestnicy poprzedniej edycji | Uczestnicy poprzedniej edycji | Uczestnicy poprzedniej edycji |
| --- | ----------------------------- | ----------------------------- | ----------------------------- |
| AST | FK Astana                     | Astana                        | 1                             |
| KRT | Kajrat Ałmaty                 | Ałmaty                        | 2                             |
| ORD | Ordabasy Szymkent             | Szymkent                      | 3                             |
| TOB | Toboł Kustanaj                | Kustanaj                      | 4                             |
| ŻET | Żetysu Tałdykorgan            | Tałdykorgan                   | 5                             |
| KSR | Kajsar Kyzyłorda              | Kyzyłorda                     | 6                             |
| OKO | Okżetpes Kokczetaw            | Kokczetaw                     | 7                             |
| JER | Irtysz Pawłodar               | Pawłodar                      | 8                             |
| SZK | Szachtior Karaganda           | Karaganda                     | 9                             |
| Zwycięzca barażu o utrzymanie |                               |                               |                               |
| TAR | FK Taraz                      | Taraz                         | 10                            |
| Awans z Byrynszy liga 2019 |                               |                               |                               |
| KPE | Kyzyłżar Petropawł            | Petropawł                     | 1                             |
| KAS | Kaspij Aktau                  | Aktau                         | 2                             |
| Oznaczenia: - kolumna pierwsza – skróty nazw drużyn, - kolumna trzecia – siedziba klubu, - kolumna czwarta – miejsce zajęte w poprzednim sezonie. |                               |                               |                               |

## Tabela
| Lp. | Drużyna                | M  | Z  | R | P  | B+ | B– | +/– | Pkt | Kwalifikacja lub spadek                                |
| --- | ---------------------- | -- | -- | - | -- | -- | -- | --- | --- | ------------------------------------------------------ |
| 1   | Kajrat Ałmaty (M)      | 20 | 14 | 3 | 3  | 48 | 19 | +29 | 45  | Liga Mistrzów UEFA • I runda kwalifikacyjna            |
| 2   | Toboł Kustanaj         | 20 | 12 | 2 | 6  | 26 | 16 | +10 | 38  | Liga Konferencji Europy UEFA • II runda kwalifikacyjna |
| 3   | Astana                 | 20 | 11 | 3 | 6  | 32 | 21 | +11 | 36  | Liga Konferencji Europy UEFA • II runda kwalifikacyjna |
| 4   | Szachtior Karaganda    | 20 | 9  | 5 | 6  | 29 | 22 | +7  | 32  | Liga Konferencji Europy UEFA • II runda kwalifikacyjna |
| 5   | Ordabasy Szymkent      | 20 | 9  | 4 | 7  | 27 | 26 | +1  | 31  |                                                        |
| 6   | Żetysu Tałdykorgan     | 20 | 9  | 1 | 10 | 27 | 28 | −1  | 28  |                                                        |
| 7   | Kajsar Kyzyłorda       | 20 | 6  | 6 | 8  | 20 | 23 | −3  | 24  |                                                        |
| 8   | Taraz                  | 20 | 5  | 8 | 7  | 19 | 23 | −4  | 23  |                                                        |
| 9   | Kyzyłżar Petropawł     | 20 | 6  | 5 | 9  | 15 | 24 | −9  | 23  |                                                        |
| 10  | Kaspij Aktau           | 20 | 5  | 2 | 13 | 15 | 34 | −19 | 17  |                                                        |
| 11  | Okżetpes Kokczetaw (S) | 20 | 2  | 5 | 13 | 16 | 38 | −22 | 11  | spadek do Byrynszy liga                                |
| 12  | Irtysz Pawłodar (W)    | 0  | 0  | 0 | 0  | 0  | 0  | 0   | 0   | Wykluczona                                             |

1. ↑  Irtysz Pawłodar został wykluczony z ligi z powodu problemów finansowych, a jego wszystkie wyniki zostały anulowane[5].

## Wyniki
| Gospodarz \ Gość    | AST | CAS | KRT | KSR | KYZ | OKZ | ORD | SHA | TAR | TOB | ZHE |
| ------------------- | --- | --- | --- | --- | --- | --- | --- | --- | --- | --- | --- |
| Astana              |     | 1–2 | 0–1 | 3–1 | 4–0 | 2–0 | 1–1 | 1–1 | 1–1 | 1–0 | 3–0 |
| Kaspij Aktau        | 2–3 |     | 0–3 | 1–0 | 1–1 | 2–1 | 1–2 | 0–4 | 0–2 | 0–1 | 0–2 |
| Kajrat Ałmaty       | 3–0 | 3–1 |     | 2–1 | 2–3 | 5–0 | 3–1 | 1–1 | 2–1 | 3–1 | 3–0 |
| Kajsar Kyzyłorda    | 0–1 | 0–1 | 2–2 |     | 1–2 | 0–0 | 1–1 | 2–0 | 1–1 | 2–1 | 1–0 |
| Kyzyłżar Petropawł  | 0–1 | 1–0 | 0–1 | 0–0 |     | 3–1 | 0–0 | 1–3 | 1–0 | 0–1 | 2–1 |
| Okżetpes Kokczetaw  | 1–5 | 2–2 | 3–3 | 0–1 | 2–1 |     | 1–3 | 1–1 | 0–0 | 0–2 | 0–1 |
| Ordabasy Szymkent   | 1–2 | 1–0 | 1–3 | 0–3 | 1–0 | 1–0 |     | 0–1 | 1–1 | 0–3 | 3–1 |
| Szachtior Karaganda | 3–1 | 2–1 | 1–0 | 0–1 | 0–0 | 2–1 | 0–1 |     | 1–1 | 1–0 | 1–2 |
| Taraz               | 1–0 | 0–1 | 1–0 | 2–2 | 0–0 | 2–3 | 3–2 | 2–4 |     | 0–0 | 0–2 |
| Toboł Kustanaj      | 2–0 | 2–0 | 0–4 | 3–0 | 2–0 | 1–0 | 0–4 | 3–1 | 2–0 |     | 2–0 |
| Żetysu Tałdykorgan  | 1–2 | 3–0 | 2–4 | 3–1 | 3–0 | 1–0 | 2–3 | 3–2 | 0–1 | 0–0 |     |

## Najlepsi strzelcy
| Bramki | Strzelcy               | Drużyna             |
| ------ | ---------------------- | ------------------- |
| 12     | João Paulo             | Ordabasy Szymkent   |
| 10     | Abat Aimbetow          | Kajrat Ałmaty       |
| 8      | Elgudża Lobżanidze     | Kajsar Kyzyłorda    |
| 7      | Vágner Love            | Kajrat Ałmaty       |
| 6      | Rúnar Már Sigurjónsson | FK Astana           |
| 6      | Pieros Sotiriu         | FK Astana           |
| 6      | Aibar Żaksyłykow       | Żetysu Tałdykorgan  |
| 5      | Arsen Chubułow         | Szachtior Karaganda |
| 5      | Artjom Dmitrijev       | Okżetpes Kokczetaw  |
| 5      | Pedro Eugénio          | Żetysu Tałdykorgan  |
| 5      | Jérémy Manzorro        | Toboł               |
| 5      | Azat Nurgalijew        | Toboł               |
| 5      | Aidos Tattibajew       | Szachtior Karaganda |

Źródło: